# Sokornaja Bałka
Sokornaja Bałka (ros. Сокорная Балка) – wieś (sieło) w Rosji, w obwodzie saratowskim, w rejonie jerszowskim. W 2010 liczyła 356 mieszkańców.